# Рисако Кавај
Рисако Кавај (Префектура Ишикава, 21. новембар 1994) је јапанска рвачица и олимпијски победница. На Олимпијским играма 2016. у Рио де Жанериру освојила је злато у категорији до 63 kg. На Светском првенству 2015. у Лас Вегасу дошла је до сребрне медаље. На Светском кадетском првенству 2011. освојила је злато. Јуниорска првакиња света била је 2013. и 2014. Азијско првенство освојила је 2014. и 2016.